# 모리스 루비에
모리스 피에르 루비에(Maurice Pierre Rouvier)는 1842년 4월 17일 부슈뒤론 엑상프로방스에서 태어나 1911년 6월 7일 오드센 뇌이쉬르센에서 사망한 프랑스의 은행가, 언론인이자 정치인이다.

## 생애
프로방스 출신의 소상인 가정에서 태어난 모리스 루비에는 마르세유 상고, 현 리세 티에르를 다니며 상업을 배웠다. 고교시절 마르세유의 금융 재벌 자피로풀로스의 후계자와 친한 사이이던 루비에는 고졸 출신으로 그곳에 취업하게 된다. 루비에는 급속도로 빛나는 경력을 쌓았다. 루비에는 가스통 크레미외와 함께 교육연맹을 조직하며, 동시에 극좌로 평가받던 공화파 신문 <인민>, 이후 마르세유에서 레옹 강베타가 지원하던 <프로방스의 외침>에 참여하다가 이후 신문 <레갈리테>를 만들게 된다. 루비에는 1870년 11월 엑상프로방스 시청에서 벌어진 폭동에 가담했다.
제2제국이 몰락하자 루비에는 부슈뒤론 도지사 비서로 임명되었다.

## 임기 및 직무 상세
- 1871년 - 1885년 : 하원의원 (부슈드론 지역구)
- 1881년 - 1882년 : 재무장관 (강베타 정부 시기로 제3공화국 당시 재무장관은 농업장관을 겸직하였음)
- 1885년 - 1903년 : 하원의원 (알프마리팀 지역구)
- 1886년 - 1911년 : 도의회 의원 (브뢰유쉬르루아야 캉통 선거구)
- 1890년 - 1911년 : 알프마리팀 도의회 의장
- 1903년 - 1911년 : 상원의원 (알프마리팀 지역구)
- 국무회의 의장 :
  - 1887년 5월 30일 - 1887년 12월 3일 : 모리스 루비에 1기 정부
  - 1905년 1월 24일 - 1906년 2월 18일 : 모리스 루비에 2기 정부
  - 1906년 2월 18일 - 1906년 3월 7일 : 모리스 루비에 3기 정부

## 같이 보기
- 프랑스 제3공화국
- 레옹 강베타
- 알프마리팀 하원의원/명단
- 파나마 스캔들
- 레옹 위기